# 都賀インターチェンジ
都賀インターチェンジ（つがインターチェンジ）は、栃木県栃木市都賀町家中にある、北関東自動車道のインターチェンジ。

## 歴史
- 2000年（平成12年）7月27日：栃木都賀JCT - 宇都宮上三川IC間開通に伴い、供用開始[1]。

## 周辺
- つがスポーツ公園
- 家中駅（東武鉄道・日光線）

## 道路
- E50 北関東自動車道（8番）

## 接続する道路
- 直接接続
  - 栃木県道3号宇都宮亀和田栃木線（バイパス）

## 料金所
- ブース数：6

### 入口
- ブース数：3
  - ETC専用：2
  - 一般：1

### 出口
- ブース数：3
  - ETC専用：2
  - 一般：1

## 隣
E50 北関東自動車道
(8) 栃木IC - (8-1) 栃木都賀JCT - (8) 都賀IC - 壬生PA - (9) 壬生IC